# Егона (посёлок)
Егона — посёлок в Красногорском районе Алтайского края. Входит в состав Красногорского сельсовета.

## История
Основан в 1750 году. В 1926 году деревня состояла из 86 хозяйств. В национальном составе населения того периода преобладали кумандинцы. В административном отношении входила в состав Елтошского сельсовета Старо-Бардинского района Бийского округа Сибирского края.

## Население
| 1926 | 2002 | 2006 | 2007 | 2008 | 2009 | 2010 | 2011 | 2012 |
| ---- | ---- | ---- | ---- | ---- | ---- | ---- | ---- | ---- |
| 249  | ↘16  | ↘7   | ↘6   | ↘4   | →4   | ↗5   | ↘4   | →4   |
| 2013 |      |      |      |      |      |      |      |      |
| ↗5   |      |      |      |      |      |      |      |      |

### Национальный состав
Согласно результатам переписи 2002 года, в национальной структуре населения кумандинцы составляли 75 %.